# Inostemma berijamum
Inostemma berijamum är en stekelart som beskrevs av Mani 1975. Inostemma berijamum ingår i släktet Inostemma och familjen gallmyggesteklar. Inga underarter finns listade i Catalogue of Life.